# 四郡六鎮
四郡六鎮（韓語：사군육진）是朝鲜世宗时代在北方設置的軍鎮，是朝鮮在圖們江以南、鴨綠江以東領土擴張的重要據點。四郡六鎮分別為東北六鎮：穩城（온성）、鍾城（종성）、慶源（경원）、慶興（경흥）、會寧（회령）、富寧（부령），以及西北四郡：闾延（여연）、慈城（자성）、茂昌（무창）、虞芮（우예）。